# آلوارو نوبل
آلوارو نوبل (انگلیسی: Álvaro Noble؛ زادهٔ ۲۵ اوت ۱۹۸۵) بازیکن فوتبال اهل اروگوئه است.